# Nannoscincus gracilis
Nannoscincus gracilis är en ödleart som beskrevs av  Bavay 1869. Nannoscincus gracilis ingår i släktet Nannoscincus och familjen skinkar. IUCN kategoriserar arten globalt som sårbar. Inga underarter finns listade i Catalogue of Life.